# The Shirts
The Shirts is een band uit New York die werd opgericht in 1975. Het gezicht van The Shirts was zangeres Annie Golden. De andere leden waren Artie Lamonica (gitaar en zang), Ron Ardito (gitaar en zang), John Piccolo (toetsen), Bob Racioppo (bas en zang) en John Criscione (drums en percussie). De muziek van de band wordt vaak tot de punk gerekend.

## Carrière
The Shirts, voortgekomen uit twee coverbands, hadden vanaf 1975 veel succes met hun optredens in de New Yorkse club CBGB en maakten in 1976 hun platendebuut met drie nummers op het compilatiealbum "Live at CBGB", uitgebracht door Atlantic Records. Hun carrière kwam in een ware stroomversnelling nadat zangeres Annie Golden een rol speelde in de succesvolle musical Hair. The Shirts kregen in 1978 een platencontract bij Capitol Records. Het eerste, titelloze, album bevat onder andere de hit Tell me your plans. Ook Laugh and walk away, van het tweede album Street light shine uit 1979 werd een hit. Na het weinig succesvolle derde album Inner Sleeve uit 1981 ging de band uit elkaar. In 1994 volgde een eenmalige reünie ter gelegenheid van het 20-jarig bestaan van CBGB. In 2003 werd de band in een gewijzigde bezetting heropgericht, waarbij Golden, inmiddels een succesvol actrice op Broadway, vervangen werd door zangeres Caren Messing en toetsenist/zangeres Kathy McCloskey. In 2006 werd in deze  bezetting een vierde album uitgebracht, Only the Dead Know Brooklyn.
Ron Ardito overleed in januari 2008 aan kanker.

## Discografie

### Albums
| Album met eventuele hitnotering(en) in de Nederlandse Album Top 100 | Datum van verschijnen | Datum van binnenkomst | Hoogste positie | Aantal weken | Opmerkingen   |
| ------------------------------------------------------------------- | --------------------- | --------------------- | --------------- | ------------ | ------------- |
| The Shirts                                                          | 1978                  | 28-10-1978            | 22              | 6            |               |
| Street Light Shine                                                  | 1979                  | -                     | -               | -            |               |
| Inner Sleeve                                                        | 1980                  | -                     | -               | -            |               |
| Tell Me Your Plans                                                  | 1998                  | -                     | -               | -            | Verzamelalbum |
| Only the Dead Know Brooklyn                                         | 2006                  | -                     | -               | -            |               |
| The Tiger Must Jump                                                 | 2010                  | -                     | -               | -            |               |
| Bob of the Shirts - Townie                                          | 2014                  | -                     | -               | -            |               |

### Singles
| Single met eventuele hitnotering(en) in de Nederlandse Top 40 | Datum van verschijnen | Datum van binnenkomst | Hoogste positie | Aantal weken | Opmerkingen                               |
| ------------------------------------------------------------- | --------------------- | --------------------- | --------------- | ------------ | ----------------------------------------- |
| Tell Me Your Plans                                            | 1978                  | 07-10-1978            | 4               | 11           | Nr. 10 in de Single Top 100 / Alarmschijf |
| Laugh and Walk Away                                           | 1979                  | 10-11-1979            | 12              | 7            | Nr. 8 in de Single Top 100                |

| Single met hitnotering(en) in de Vlaamse Ultratop 50 | Datum van verschijnen | Datum van binnenkomst | Hoogste positie | Aantal weken | Opmerkingen |
| ---------------------------------------------------- | --------------------- | --------------------- | --------------- | ------------ | ----------- |
| Tell Me Your Plans                                   | 1978                  | 28-10-1978            | 6               | 9            |             |
| Laugh and Walk Away                                  | 1979                  | 08-12-1979            | 17              | 4            |             |

### NPO Radio 2 Top 2000
| Nummer met noteringen in de NPO Radio 2 Top 2000 | '99  | '00 | '01  | '02  | '03  | '04  | '05  | '06  | '07 | '08  | '09  | '10  | '11  | '12  | '13  | '14  |
| ------------------------------------------------ | ---- | --- | ---- | ---- | ---- | ---- | ---- | ---- | --- | ---- | ---- | ---- | ---- | ---- | ---- | ---- |
| Tell me your plans                               | 1262 | -   | 1046 | 1239 | 1451 | 1279 | 1732 | 1817 | -   | 1833 | 1949 | 1681 | 1762 | 1691 | 1676 | 1969 |

1. ↑  Een '-' betekent dat het nummer niet was genoteerd en een vetgedrukt getal geeft de hoogste notering aan.
2. ↑  Deze tabel is bijgewerkt tot en met de laatste editie (2024).